# Dexbrompheniramine
Dexbrompheniramine là thuốc kháng histamine có đặc tính kháng cholinergic  được sử dụng để điều trị các tình trạng dị ứng như sốt cỏ khô hoặc nổi mề đay. Nó là đồng phân dextrorotatory hoạt động dược lý của brompheniramine. Nó trước đây được bán trên thị trường kết hợp với pseudoephedrine dưới tên Drixoral ở Mỹ và Canada.
Dexbrompheniramine là thuốc kháng histamine thế hệ đầu tiên làm giảm tác dụng của chất dẫn truyền thần kinh histamine trong cơ thể; hắt hơi, ngứa, chảy nước mắt và chảy nước mũi.

## Tương tác
Thuốc ức chế MAO trong vòng 14 ngày. Các chất ức chế MAO bao gồm isocarboxazid, linezolid, phenelzine, rasagiline, selegiline và tranylcypromine.
Kali (Cytra, Epiklor, K-Lyte, K-Phos, Kaon, Klor-Con, Polycitra, Urocit-K).
Uống rượu có thể làm tăng tác dụng phụ của dexbrompheniramine.